# Société d'édition publique
 (janvier 2012).
Si vous disposez d'ouvrages ou d'articles de référence ou si vous connaissez des sites web de qualité traitant du thème abordé ici, merci de compléter l'article en donnant les références utiles à sa vérifiabilité et en les liant à la section « Notes et références ».
Pour les articles homonymes, voir SEP.

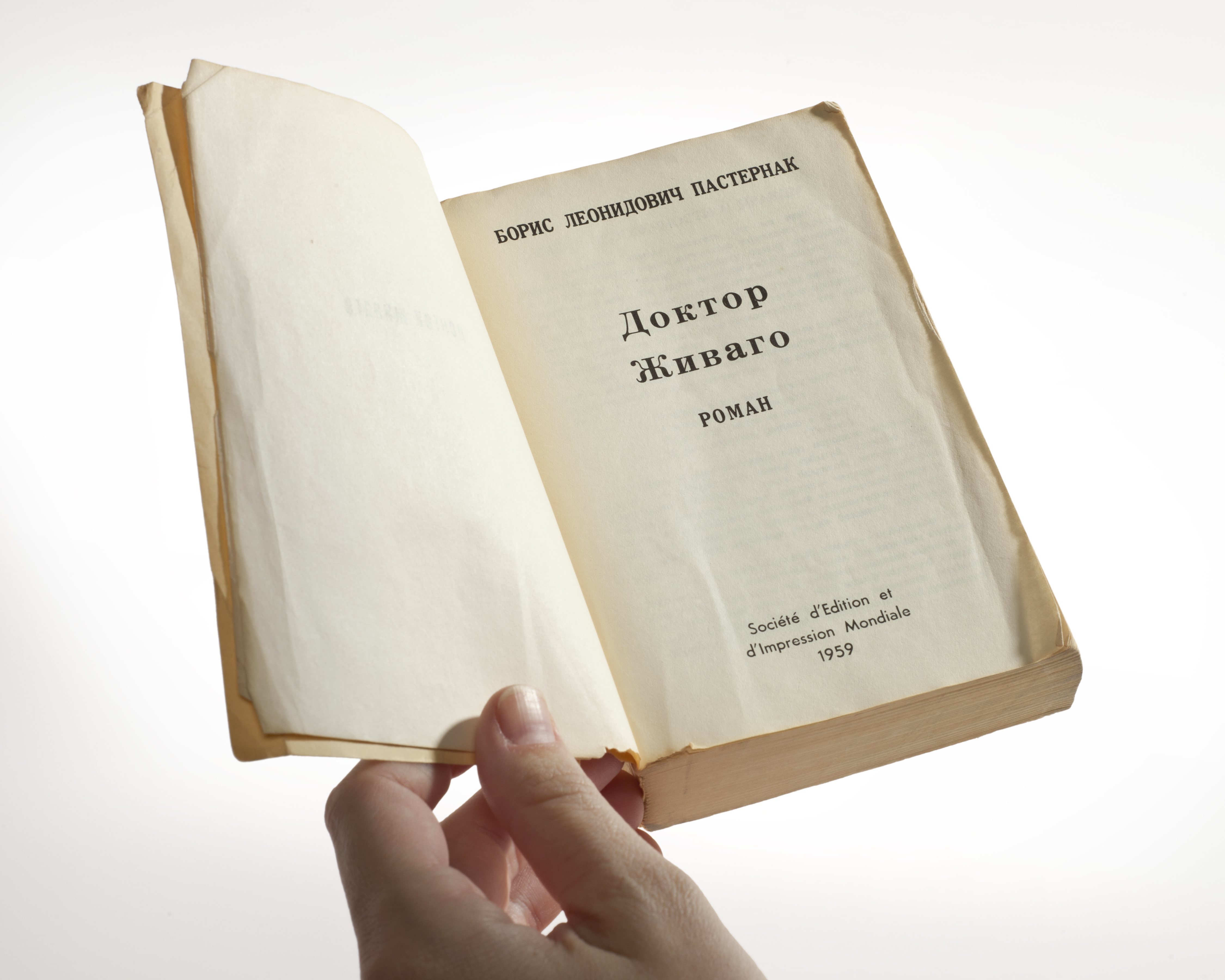
Miniature du volume Le Docteur Jivago, imprimé en 1959.

La Société d'édition publique (SEP) est un groupe de presse français qui édite Acteurs Publics. Il est spécialisé dans l'information sur les politiques publiques.

## Le groupe
La Société d'édition publique (SEP) a été créée en 1991 par Pierre-Marie Vidal pour éditer le titre Profession Politique lancé en 1988 par Gérard Carreyrou. Profession Politique est devenu le Bleu de Profession Politique en 2002 puis Acteurs publics en 20041. Le capital est majoritairement détenu par le fondateur et les cadres de l'entreprise.

## Publications
- Acteurs Publics

## Direction et collaborateurs
Directeur de la rédaction
Pierre-Marie Vidal
Rédacteur en chef
Bruno Botella
Rédacteur en chef adjoint
Sylvain Henry
Anciens journalistes
Raphaëlle Bacque, Alain Barbanel, Jean-Pierre Baron, Iris Baujard, Ghislaine Bertin-Denis, Viviane Blassel, Bénédicte Blunat, Rémi Borel, Françoise Bretonneau, Anne Brucy, Gérard Carreyrou, Catherine Charles Chauvet, Elisabeth Chevillard, Camille Chidiac, Pierre Clavere, Nina Czajkowska, Françoise David, Roseline de Molliens, Katia de Poplavsky, Thierry Dhome, Béatrice Dinet, Simon Dominique, Eric Dotter, Valérie Dousset, Lara Drouard, Marek Drzewuski, Pierre Falga, Laurent Fargues, Emmanuelle Figueras, Jean-Christophe Filori, Bernard Fleutot, Christian Fons, Rémi Fontaine, Valérie Froger, Violaine Gelly, Jacky Gelon, Bettina Gillet, Jean-Pierre Grimanelli, Michel Grossiord, Nathalie Groux, Iris Gundogar, Jehanne Joly, Yves Kerkidu, Maroun Labaki, Béatrice Lagarde, William Lambert, Alexis Liebaert, Véronique Macon, Jean-Michel Masqué, Valérie Massoneau –Thurieau, Jean-Marc Mendel, Marc Menonville, Valérie Missoffe, Laure Murat, Dorothée Naud, Stanislas Noyer, Isabelle Pauthier, Sylvie Perron, Monique Perrot-Lanaud, Michel Piobetta, Philippe Plé, Marie-Catherine Poizot, Sylvie Polak, Raymond Pronier, Cécile Prévost, Sylvie Rosenfeld, Philippe Royer, Pascaline Segard, Aurélie Seigne, Sylvain Seyrig, Jérôme Soulet, Sophie Sivy, Christelle Spihlman, Franck Stepler, Valérie Tarery, Michel Theys, Jacques Tiano, Florence Touret, Sylvie Toussaint, Elisa Verna, Elisabeth Vial, Sixtine de Villeblanche, Denis Vinzia, Emmanuel Vogel, Paul Wermus.

## Diffusion et audience
1. ↑  https://www.flickr.com/photos/ciagov/7375669368/